# Wieża Bramy Prudnickiej
Wieża Bramy Prudnickiej (niem. Neustädter Turm) – jedna z pozostałości po średniowiecznych murach miejskich Białej.

## Historia
Została zbudowana w XV wieku. W przeszłości pełniła funkcję obserwacyjną, aresztu oraz zbrojowni.
Przestała być użytkowana w 1745, gdy zawaliły się zewnętrzne drewniane schody prowadzące na górne kondygnacje.
W 1971 dach i drewniana konstrukcja wnętrza spłonęły. Zostały odbudowane w 2007. Od 7 października 2021 wieża jest dostępna do zwiedzania dla turystów.

## Architektura
Wieża została wybudowana w stylu gotyckim. Znajduje się w południowej części Białej, przy drodze prowadzącej do Prudnika.
Wysokość wieży wynosi 23 m, podstawa 7,9 × 8,1 m, a grubość ścian 2,1 m.

## Galeria

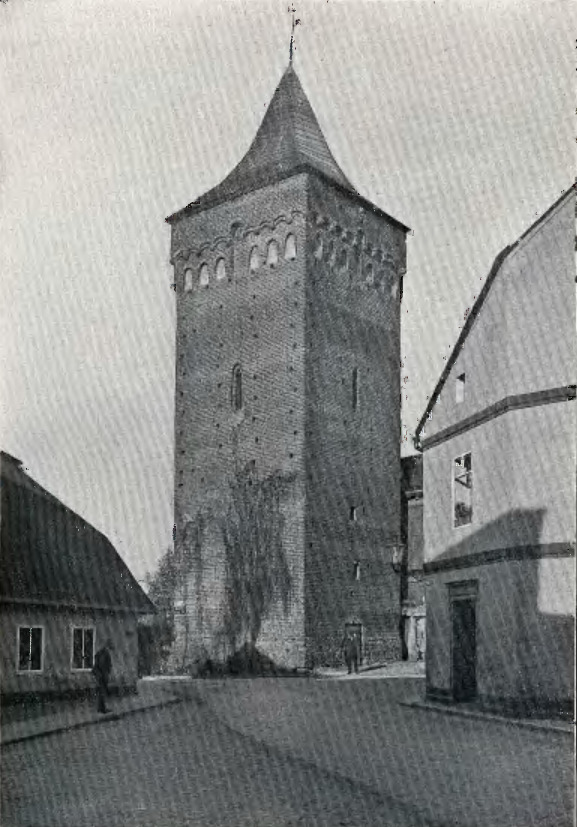
Zdjęcie wieży ok. 1925
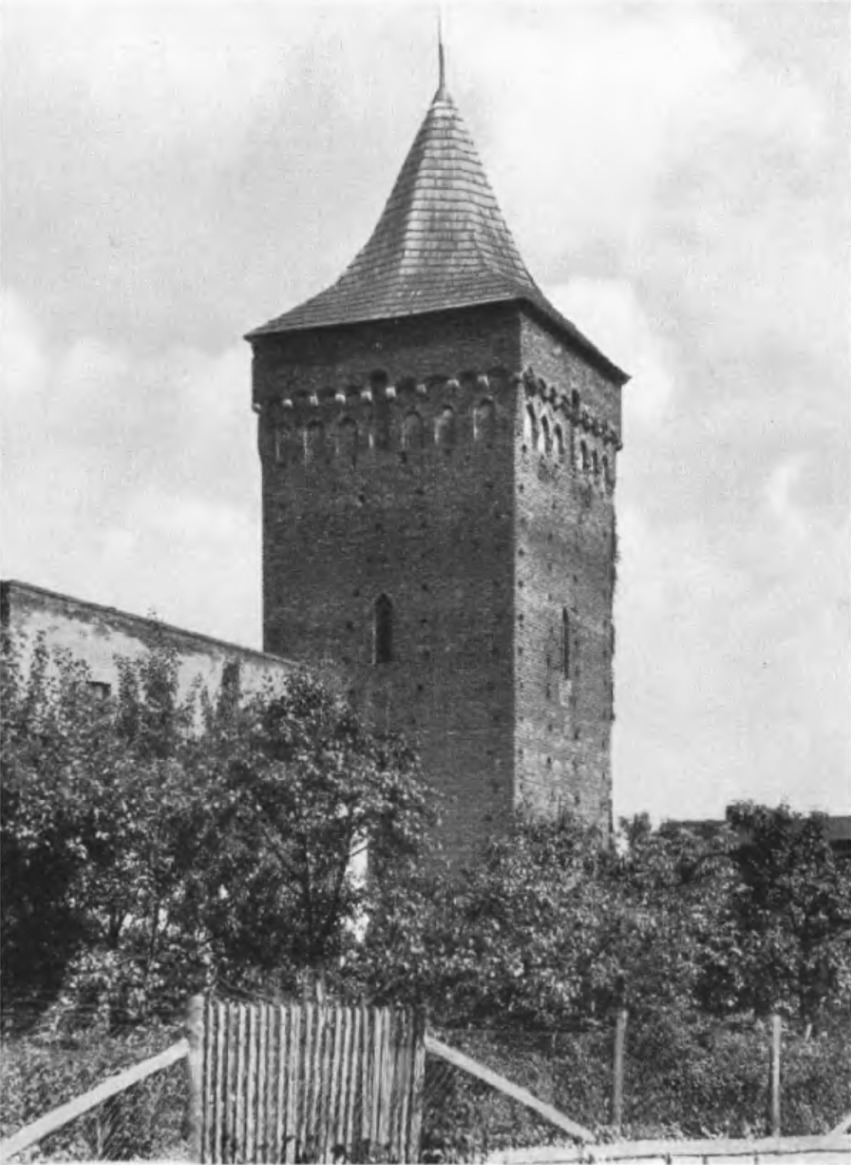
Zdjęcie wieży przed 1939
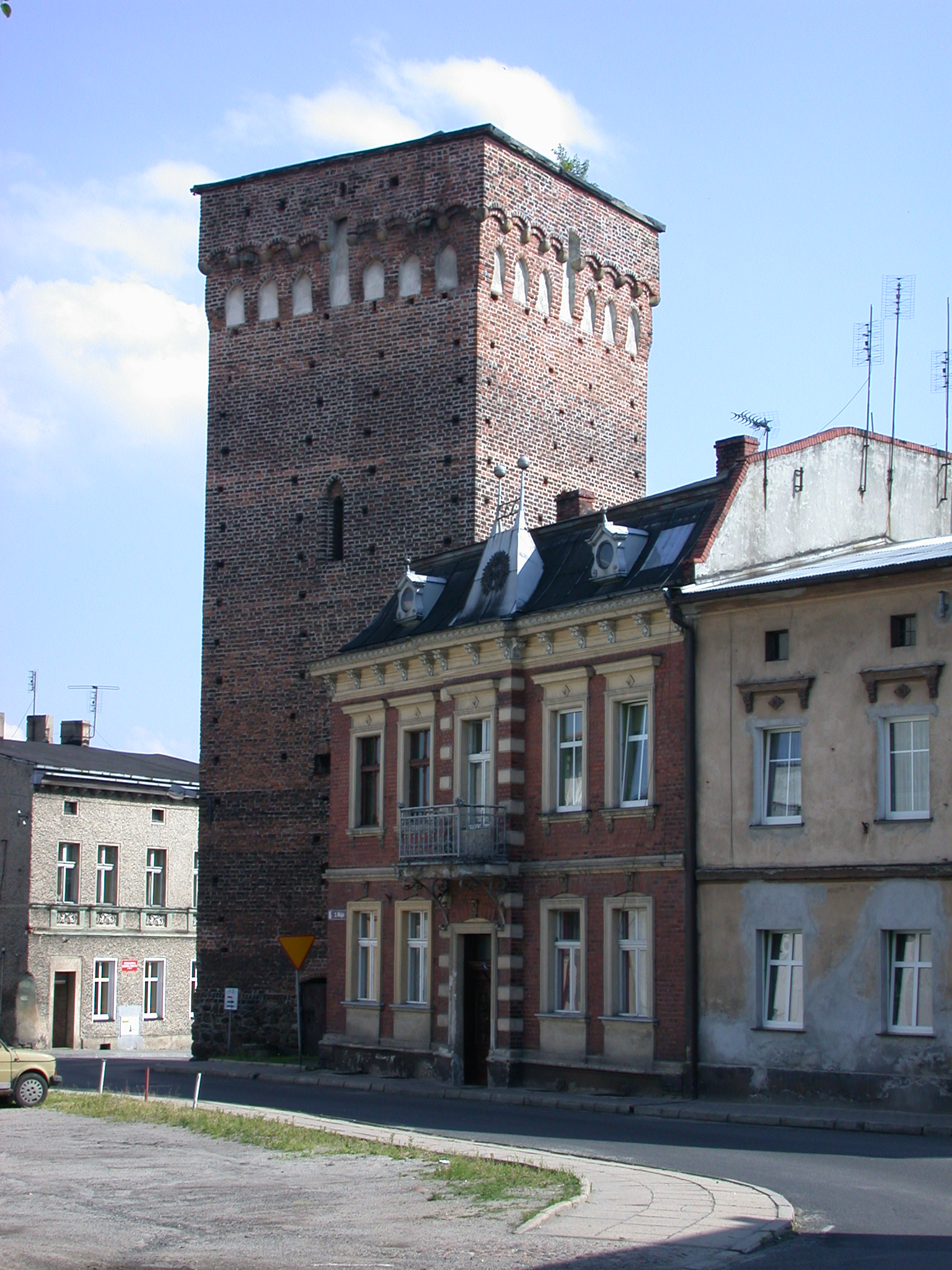
Wieża przed remontem dachu (2007)